# Bellator MMA vs. Rizin
Bellator MMA vs. Rizin FF & Rizin 40 fue un evento de artes marciales mixtas co-promocionado por Bellator MMA y por Rizin Fighting Federation el 31 de diciembre de 2022, en el Saitama Super Arena en Saitama, Japón.

## Historia
La cartelera principal verá a peleadores de cada promoción enfrentarse entre sí, con los actuales representantes de Bellator siendo Patrício Pitbull, A. J. McKee, Juan Archuleta, Kyoji Horiguchi y Gadzhi Rabadanov.

## Cartelera
1. ↑  Final del Grand Prix de Peso Súper Átomo Femenino de Rizin.
2. ↑  Reglas especiales de pelea en pie, pelea de exhibición de boxeo. Umeno fue el peleador misterioso.
3. ↑  Pelea de reglas especiales.